# شان هایدل
شان هایدل (انگلیسی: Sean Highdale؛ زادهٔ ۴ مارس ۱۹۹۱) بازیکن فوتبال است.
از باشگاه‌هایی که در آن بازی کرده‌است می‌توان به باشگاه فوتبال لیورپول و باشگاه فوتبال بارسکو اشاره کرد.
وی همچنین در تیم‌های ملی فوتبال زیر ۱۶ سال انگلستان (بریتانیای پارالمپیک) بازی کرده‌است.